# Agelasta konoi okinoerabuensis
Agelasta konoi okinoerabuensis es una subespecie de escarabajo longicornio del género Agelasta, categorizada en la tribu Mesosini, de la subfamilia Lamiinae. Fue descrita por Ohbayashi en 1959.

## Descripción
Mide 11-17 mm de longitud.

## Distribución
Se distribuye por Asia: Japón.